# Alger van Luik
Alger van Luik (ook bekend als Alger van Cluny of als Algerus Magister) (Luik, omstreeks 1060 - Cluny, omstreeks 1131) was een middeleeuws theoloog en canonist in het Prinsbisdom Luik. Hij was een vurig verdediger van de leer van de Rooms-Katholieke Kerk in de Eucharistische strijd van die periode.

## Loopbaan
Alger studeerde waarschijnlijk aan de kathedraalschool van Luik. Hij werd diaken en scholasticus, belast met het onderwijs aan het kapittel van de Luikse Sint-Bartolomeüskerk. In het begin van de 12e eeuw werd hij door prins-bisschop Otbertus benoemd tot kanunnik aan de Sint-Lambertuskathedraal en werd hij secretaris en raadsman van de bisschop.
Alger leidde de kathedraalschool en tekende als vertegenwoordiger van de prins-bisschop verscheidene akten. Hij kreeg een grote faam en verscheidene bisschoppen van Saksen en Duitsland vroegen hem om bij hen in dienst te treden wat hij telkens weigerde.
Na de dood van Otbertus bleef Alger in dienst van diens opvolger Frederik van Namen. Bij diens overlijden in 1121, dat in verdachte omstandigheden plaatsvond, trok hij zich terug in de abdij van Cluny, op dat moment het middelpunt van een belangrijke hervormingsbeweging, de orde van Cluny. Hij sloot er vriendschap met abt Petrus de Eerbiedwaardige en werd er tot priester gewijd. Na ruim 10 jaar kloosterleven stierf Alger er omstreeks 1131.

## Sacramentenleer
Als theoloog hield Alger zich vooral bezig met de sacramentenleer. Vooral in Petrus de Eerbiedwaardige, die een groot aanhanger van zijn leer was, vond hij veel steun.
Hij stelde twee belangrijke principes voor: de uitbreiding van de aanroeping van de Heilige Drievuldigheid voor alle sacramenten (tot dan toe enkel voor het doopsel) en het maken van het onderscheid tussen het sacrament zelf en het effect ervan.
Alger onderstreepte verder, zich baserend op de leer van Augustinus van Hippo, dat alle sacramenten, ook de Eucharistie, twee aspecten hadden: de uiterlijke, zichtbare vorm en de geestelijke, onzichtbare werkelijkheid.

## Werk
Algers werk handelde vooral over het canoniek recht. Als canonist kreeg hij een nog grotere faam dan als theoloog.
Het eerste werk dat met zekerheid aan Alger kan toegeschreven worden is het Liber de misericordia et justitia, een bloemlezing van patristieke uittreksels die voorzien waren van commentaren. Dit manuscript was het werk dat de grootste invloed op zijn volgelingen heeft uitgeoefend. Alger zette zich in het werk af tegen de simonie en pleitte voor de onafhankelijkheid van de Kerk. Gratianus inspireerde zijn Decretum Gratiani deels op het werk van Alger en nam hieruit zowat 100 teksten over. Ondanks de grote invloed van het Liber de misericordia et justitia werd het pas in 1717 voor het eerst uitgegeven.
Het Liber de sacramentis corporis et sanguinis Domini dateert van net voor zijn intrede in de abdij van Cluny. Met zekerheid grenzende waarschijnlijkheid was deze verhandeling in drie delen gericht tegen de avondmaalsleer van Berengarius van Tours. In het werk was hij een vurige verdediger van de leer van de Rooms-Katholieke Kerk in de Eucharistische strijd van die periode en noemde hij de leer van Berengarius ketterij. Het was Erasmus die het werk in 1530 in Freiburg im Breisgau liet publiceren. Daarna kende het werk nog vele uitgaven. Het was een inspiratiebron voor de latere patrologische werken. In de Patrologia Latina van Jacques Paul Migne nam hij het werk van Alger over.
Kleinere werken van Alger zijn nog: De Gratia et Libero Arbitio en De Sacrificio Missae. Andere werken waaronder zijn Histoire de l'Église de Liège zijn verloren gegaan.